# Herb Mielnika

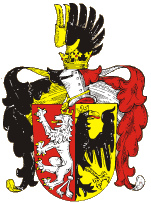

Herb czeskiego miasta Mielnik (cz. Mělník) przedstawia tarczę dzieloną w pół: po prawej heraldycznej znajduje się srebrny lew na czerwonym polu, po lewej pół ukoronowanego czarnego orła na złotym (żółtym) polu.
Symbolika herbu pochodzi od heraldyki królów czeskich z dynastii Przemyślidów i Luksemburgów oraz morawskich margrabiów. Związane jest to z historią Mielnika: w okresie panowania Przemysła Ottokara II z rodu Przemyślidów Mielnik stał się miastem królewskim. Herb jest znany od XIV wieku; możliwe, iż na początku w lewym heraldycznym polu znajdował się orzeł morawski, który później zastąpiony został czarno-żółtym orłem cesarskim Rzeszy Niemieckiej.
Tarcza herbowa zwieńczona jest hełmem heraldycznym przykrytym koroną oraz klejnotem, po bokach znajdują się labry. Kolorystycznie zgodne są z elementami na tarczy.